# Immiashtart
Immiashtart, o anche Amoashtart (in fenicio  'Msh'trt; VI secolo a.C.) è stata una sovrana fenicia, regina di Sidone e moglie di Tabnit I.
A seguito della morte del marito prese la reggenza del regno insieme al figlio Eshmunazor II, troppo piccolo per governare.